# Bilpura
Bilpura es una localidad de la India situada en el distrito de Jabalpur, en el estado de Madhya Pradesh. Según el censo de 2011, tiene una población de 14 349 habitantes.